# Моричани
Моричани су средњовековно западнословенско племе које је било део племенског савеза Љутића.
Према А. В. Назаренку били су насељени између Лабе и Хавела источно од Магдебурга. Име племена потиче од словенског хидронима *Морик(ј)а. Помиње их Баварски географ (као Morizane), такође су поменути у хроници Титмара Мерсебуршког (као Morecini) и у другим западноевропским изворима.
Према Лубору Нидерлеу, постојала су два племена која су носила име Моричани:
- Први — Morizi, настањени између Мурицког и Доленског језера.
- Други — Morezini, настањени око Лабе у близини Магдебурга.